# Ethereum
Az Ethereum egy nyílt forráskódú, nyilvános, közösségi, blokklánc alapú, elosztott számításokon alapuló számítástechnikai platform és kriptopénz/kriptovaluta, mely okosszerződéseket is támogat. Az Ethereum tehát nem csak egy kriptopénz, azaz digitális vagy elektronikus pénz, hanem egy olyan platform is, aminek segítségével különböző alkalmazások készülhetnek a blokkláncra. Egy decentralizált, Turing-teljes virtuális számítógépet biztosít, az Ethereum Virtual Machine-t (EVM), melyben a számítási műveleteket nyilvános csomópontok nemzetközi hálózata végzi. Az EVM által futtatott kódok rendszerint Solidity programozási nyelven íródnak. Az Ethereum ezen kívül biztosít egy ether nevű kriptovalutát, melyet át lehet utalni számlák között, és ezzel lehet kompenzálni a számítási teljesítményeket. A "Gas" egy olyan belső tranzakcióárazási mechanizmus, mely kiszűri a spamet, és erőforrást biztosít a hálózat részére.
Az ether az egyik legfelkapottabb altcoin a bitcoin mellett, amely jelenleg talán a leghíresebb és legismertebb kriptopénz. Piaci kapitalizáció alapján a második helyen áll a kriptopénzek ranglistáján. Kedvelői szokták Bitcoin 2.0-nak is nevezni.
Az Ethereum létrehozását 2013 végén Vitalik Buterin, a kriptovaluták egyik kutatója, programozó javasolta. A fő cél az volt, hogy egy olyan altcoint hozzanak létre, ami megoldást nyújt a bitcoin működése és használata során jelentkező problémákra (például a kriptopénzek világában hosszúnak számító tranzakciós időkre, vagy a centralizált, "bányászok" esetén felmerülő 51%-os hashrate birtoklási probléma). A fejlesztés pénzügyi hátterét egy 2014. július-augusztusban lezajlott online közösségi alapgyűjtésen keresztül biztosították. A rendszer 2015. július 30-án 11,9 millió érmével indult, melyeket a közösségi vásárláshoz “előbányásztak.” Ez hozzávetőlegesen a teljes forgalomban lévő mennyiség körülbelül 13%-át teszi ki.
A társalapító Dr. Gavin Wood készítette el az Ethereum technológiai „Bibliáját”. Ez utóbbi egy olyan virtuális gépet (Ethereum Virtual Machine – EVM) vázol fel, amely az online főkönyvet kezeli és az okos szerződéseket futtatja. Egy másik társalapító, Joseph Lubin hozta létre Brooklynban a ConsenSys startupot, ami decentralizált alkalmazások fejlesztésével foglalkozik.
2016-ban jelentős mozgások, ingások voltak az árfolyamban, a nyitó 0,94 USD-t követően 2016. június 17-én 20,85 USD-n tetőzött az árfolyam, majd hirtelen beszakadt 10 USD közelébe, végül az évet 8 USD körüli értéken zárta. A növekedés így is elképesztő, 749%-t jelentett.
Az árfolyam hirtelen esését elsősorban annak köszönhette, hogy hackerek a biztonsági hibákat kihasználva elloptak egy nagyobb mennyiséget. A felhasználók azonban gyorsan visszanyerték a kriptopénzbe vetett bizalmat és mivel a fejlesztők egy ún. hardforkkal egy új coint hoztak létre, amiben a biztonsági hibát kiküszöbölték, az Ethereum lényegében kettévált. Így 2016-ban a DAO (decentralized autonomous organization) azaz decentralizált autonóm szervezet projekt összeomlása miatt az Ethereumból két külön blokkláncot hoztak létre. A korábbi verzió Ethereum Classic (ETC) néven fut tovább, az új, leválasztott verzió pedig az Ethereum elnevezést viszi tovább (ETH).

## Története

### Eredete
Az Ethereumról először Vitalik Buterin programozó 2013. végén írt egy fehér könyvet a Bitcoin Magazine oldalain, melynek az volt a célja, hogy egy decentralizált alkalmazást hozzon létre. Buterin azzal érvelt, hogy szüksége van egy scriptnyelvre, melyen alkalmazásokat lehet hozzá fejleszteni. Mivel nem szerzett elég támogatást, azt tanácsolta, hozzanak létre egy új platformot, egy sokkal általánosabb scriptnyelv felhasználásával.
A 2014. januári hivatalos bejelentésekor az Ethereum központi csapatának tagjai Vitalik Buterin, Mihai Alisie, Anthony Di Iorio és Charles Hoskinson voltak. Az Ethereum szoftver hivatalos fejlesztése 2014. elején indult meg a svájci Ethereum Switzerland GmbH (EthSuisse) cégen keresztül. Ezután megalapítottak egy svájci, Ethereum Foundation (Stiftung Ethereum) nevű alapítványt is. A fejlesztéshez szükséges összeget online közösségi finanszírozással 2014. július-augusztus között adták össze. Az Ethereum által kiadott tokenen akkor még egy másik kriptovaluta, bitcoin volt. Miközben a kezdetekkor dicsérték az Ethereum technikai újítását, rögtön kérdések merültek fel a pénz biztonságával és skálázhatóságával kapcsolatban.

### Mérföldkövek
Az Alapítvány az Ethereum platformnak több javasolt kódnevet is kitalált, melyek közül az utolsó bétaváltozat, melyet már a felhasználók is tesztelhettek, az "Olympic" lett. Az Olympic hálózat 25.000 ethert bocsátott ki, melynek segítségével bug bounty programot hirdettek, hogy stresszteszt alá vethessék az Ethereum blokklánc tűrőképességét.
2015. júliusban "Frontier" néven jelent meg az első ideiglenes, kézzel fogható változata a platformnak.
Az első indulás óta az Ethereum több, tervezett protokollváltozáson, mérföldkövön ment keresztül. Ezek érintik a háttérben lévő, a funkcionalitást biztosító alapokat vagy pedig a platform hatékonyságát növelték meg.
A legfrissebb, stabil változat, a "Homestead" a legfrissebb változata a rendszernek. Ebben fejlesztették a tranzakciófeldolgozást, a gas árazását és a biztonsági rendszert is.
Legalább két további protokoll-fejlesztést terveznek a jövőben:
A "Metropolis" legfőbb célja az EVM összetettségének a csökkentése, valamint az, hogy nagyobb flexibilitást biztosítson az intelligens szerződések fejlesztőinek. A Metropolis ezen kívül támogatja a zkSnarks-ot (a Zcash-től); Az első zksnarks tranzakciókra a tesztelők között 2017. szeptember 19-én került sor.
A "Serenity" alapvető változásokat hoz majd az Ethereum konszenzusos algoritmusába, melyben a hardveres bányászat felől áttevődik a hangsúly a virtuális bányászatra. A hírek szerint fontos szerepet kap majd a skálázhatóság javítása és ezen belül a csempézés módszere.
A Constantinople Ethereum hard fork, ami a második felvonása a Metropolis elnevezésű fejlesztési projektnek, a 7080000. blokkmagasságnál aktiválódik és nagyban hozzájárulhat az Ethereum hálózat működési kapacitásához.
2022. szeptember 15-én az Ethereum konszenzusmechanizmust váltva proof-of-work (PoW) mechanizmusról proof-of-stake (PoS) konszenzusra állt át a The Merge keretében. Lényegében egyesült a proof-of-work főhálózat a proof-of-stake beacon láncával, így az egész Ethereum protokoll PoS mechanizmusra állt át. Eredménye, hogy új alapokra helyeződött a tokengenerálási mechanizmus a protokollban, illetve megszűnt az Ethereum bányászat, ugyanis a proof-of-stake mechanizmus keretében a blokkok megerősítését és láncra fűzését a validátorok látják el a bányászok helyett az általuk stakelt (minimum 32) ETH arányában. Egyben az energiaintenzív bányászathoz köthető károsanyag kibocsátás is megszűnt. Egy másik hozománya az átállásnak, hogy 90%-kal csökkent a forgalomba kerülő új ETH mennyisége, így pedig a várakozások szerint sokkal kevesebb pénzügyi eszközre lesz szükség az árszint stabilitásának megőrzéséhez. A hálózat a Merge után további négy frissítésen fog átesni: ezek a The Surge, The Verge, The Purge és The Splurge nevet viselő fázisok. A cél ezeknek a fázisoknak a végén, hogy a The Merge segítségével elindított folyamatban sokkal decentralizáltabb, skálázhatóbb és biztonságosabb legyen a hálózat.
| Verzió | Kódnév                       | Kiadás dátuma     |
| ------ | ---------------------------- | ----------------- |
| 0.0    | Olympic                      | 2015. május       |
| 1.0    | Frontier                     | 2015. július 30.  |
| 2.0    | Homestead                    | 2016. március 14. |
| 3.0    | Metropolis (vByzantium)      | 2017. október 16. |
| 3.5    | Metropolis (vConstantinople) | A jövőben         |
| 4.0    | Serenity                     | A jövőben         |

### A DAO
2016-ban egy decentralizált autonóm szervezet, a DAO a platformon keresztül létrehozott intelligens szerződéseken keresztül részleges finanszírozásokkal rekordmértékű, 150 millió USD-s összeget gyűjtött össze a projekt támogatására. A DAO addig működött rendesen, míg egy anonim szereplő júniusban 50 millió USD-t igényelt etherben. A történtek hatására vita alakult ki a kriptoközösségen belül arról, hogy az Ethereumnál szükség van-e egy hard fork-ra, hogy visszaszerezzék a szóban forgó vagyont. A vita hatására a hálózat két részre szakadt. Az Ethereum (amiről ez a cikk szól) a levált blokkláncon fejlődött tovább, míg az Ethereum Classic az eredeti láncsoron maradt. A nehéz szétválás miatt a két rendszer egymás riválisa lett.

### Hard forkok
A DAO-val kapcsolatos hard fork után az Ethereum további két szétváláson ment át 2016-ban, melyekkel további támadásokat akartak megakadályozni. 2016. november végére az Ethereum fokozta a DDoS elleni védelmét, megszüntette a túl nagy blokkhálózat méretbeli problémáit, és megakadályozta a hekkerek további spam támadásait.

## Architektúra

### Ether
Az Ethereum blokklánc natív coinját ethernek nevezik. Nemzetközi kódja ETH. Az ethert pl. a kriptovalutákkal foglalkozó tőzsdéken, pénzügy közvetítőknél lehet venni vagy eladni. Ezen kívül az Ethereum hálózat tranzakcionális és számítási költségeit is lehet ezzel kiegyenlíteni.